# 离骚图
《離騷圖》是明末畫家萧云从为屈原的《离骚》、《九歌》、《天问》等作品所作之插畫，含《离骚》一图、《九歌》九图、《天问》五十四图。每图后面各载原文，并加注解。郑振铎赞其“雅有六朝人画意，若黄钟大吕之音，非近人浅学者所能作也”。

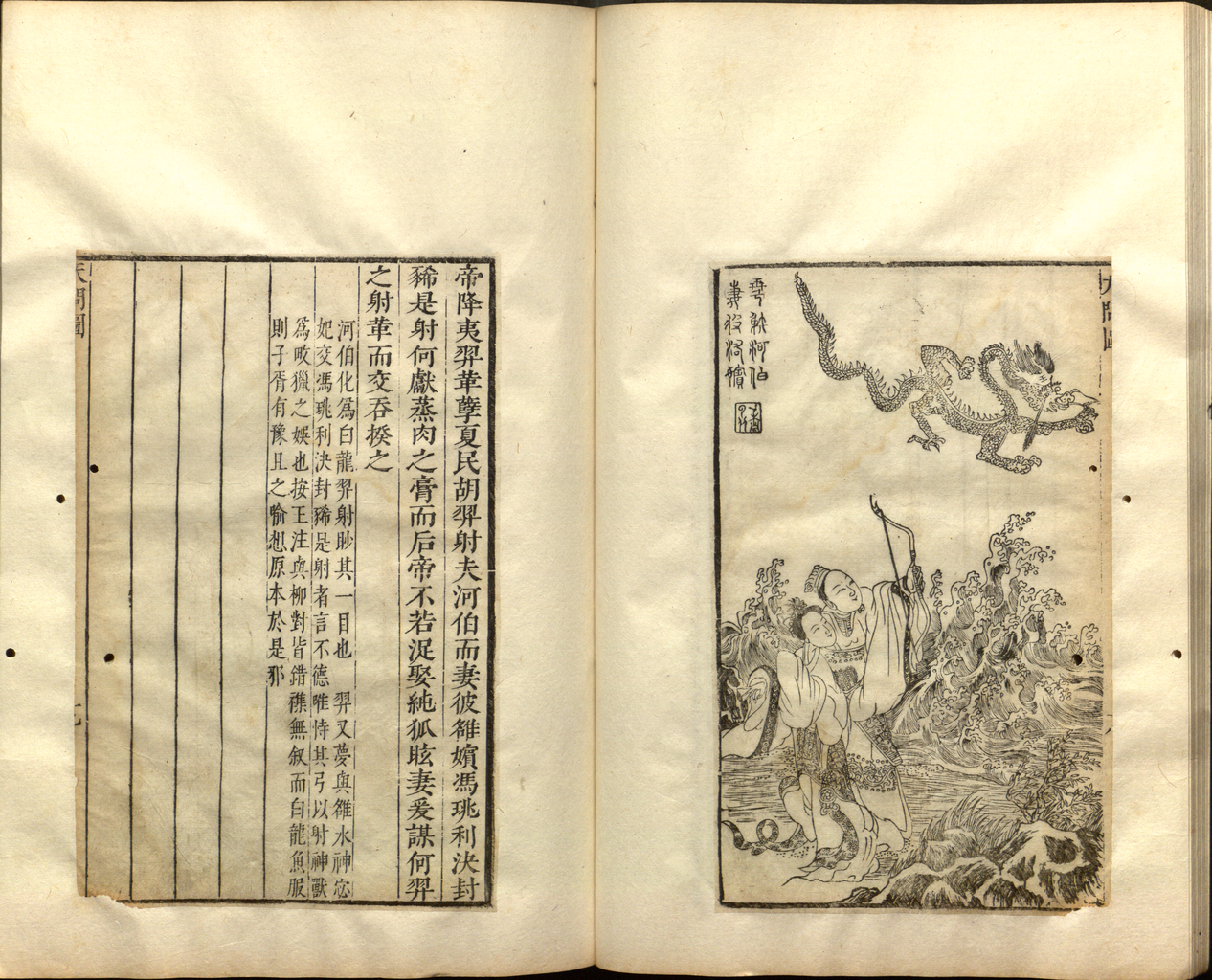
蕭雲從《蕭尺木離騷圖》書影